# Meseta Purépecha
La meseta Purépecha, también llamada meseta Tarasca, es una región del estado mexicano de Michoacán. Se localiza al pie del Eje Volcánico. Se trata de una región de tierra templada, regada por el río Lerma y sus afluentes. Cuenta con varias lagunas, como el lago de Pátzcuaro, el lago de Cuitzeo y el lago de Zirahuén. Es una región con fuerte presencia indígena (purépecha), dedicada a la agricultura y a la explotación silvícola. Toda esta civilización tuvo un gran apogeo en el siglo XV. Fue el escenario de la cultura purépecha, del período Posclásico mesoamericano. Algunos de sus principales centros de población son Pátzcuaro y Tzintzuntzan.
- Datos: Q3183934